# برکهولتس-ماینبورگ
برکهولتس-ماینبورگ (به آلمانی: Berkholz-Meyenburg) یک شهر در آلمان است که در یوکرمرک واقع شده‌است. برکهولتس-ماینبورگ ۱٬۲۴۵ نفر جمعیت دارد.